# ヤマトロジスティクス
ヤマトロジスティクス株式会社は、かつて東京都中央区に本社を置いていた、ヤマトホールディングス株式会社の100%子会社の物流会社である。
事業再編により、2021年4月1日にヤマト運輸に吸収合併され、解散した。(同日、法人登記も閉鎖)

## 概要
ヤマトロジスティクスの前身はヤマト運輸の国際・美術品事業本部および航空輸送事業を担っていたヤマトグローバルフレイト株式会社、国際小口貨物を扱っていたヤマトパーセルサービス株式会社、ヤマト運輸の特販部などである。これらが合併し、ヤマトロジスティクス株式会社としてスタートした。
主な業務としては、
- 海外引越業務
- 美術品輸送業務
- ロジスティクス業務

などが挙げられ、通関業の免許をもつ。
海外には香港・台湾・中国・マレーシア・シンガポール・タイ・米国・カナダ・イギリス・フランス・オランダ・ベルギー・ドイツなどに現地法人を持ち、国際輸送業務を手がけているが、国際輸送の大半はヤマトグローバルロジスティクスジャパン株式会社が担当している。

ヤマトホールディングスが日本郵船と資本・業務提携を行った関係で、ヤマトロジスティクスと郵船航空サービスの共同混載が2006年10月より行われている。
2021年4月1日にヤマトグループ経営体制再編により、ヤマト運輸株式会社への簡易吸収合併を実施した。